# Хорунжий надвірний коронний
Хорунжий надвірний коронний (пол. Chorąży nadworny koronny, лат. Vexillifer curiae Regni) — уряд Корони Польської Речі Посполитої.

## Історія
В описі Яном Длугошем Грюнвальдської битви 1410 року вперше згадується уряд надвірного хорунжого. Стабілізація уряду відбулася наприкінці правління Казимира IV Ягеллончика. Із 1646 року паралельно до уряду великого хорунжого почав функціонувати уряд надвірного хорунжого, що започаткувало існування двох ієрархій хорунжих: великих хорунжих як продовження давнішого уряду надвірних хорунжих, а також нової ієрархії надвірних хорунжих.

## Обов'язки
Функції хорунжого були безпосередньо пов'язані з обслуговуванням особи правителя. Він носив королівську хоругву при правому боці монарха під час урочистостей, брав участь у похованнях, коронаціях тощо. Уряд мав характер репрезентаційний. З іншого боку, він був частково військовим, інколи хорунжий навіть очолював надвірне військо.
Надвірний хорунжий заміщував великого хорунжого в разі його відсутності, а в разі відсутності самого надвірного хорунжого його заміщував земський хорунжий. Цей уряд мав у Великому князівстві Литовському за відповідника уряд хорунжого надвірного литовського.

## Деякі відомі хорунжі надвірні коронні
- Бернард Мацейовський (1570—1574)
- Себастьян Собеський (з 1596 р.)
- Герард Денгофф (1661)
- Самуель Єжи Пражмовський (1661—1669)
- Ян Францішек Стадницький (з 1685 р.)
- Юзеф Кантій Оссолінський (з 1738 р.)